# 에이브러햄 플렉스너

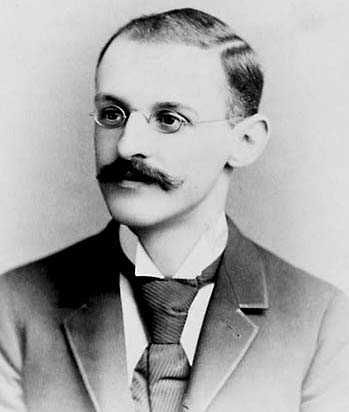

에이브러햄 플렉스너( Abraham Flexner, 1866년 11월 13일 ~ 1959년 9월 21일)는 20세기 미국과 캐나다의 의료 및 고등 교육 개혁에 기여한 미국 교육자이다.
그는 고향인 켄터키주 루이빌에서 대학 준비 학교를 설립하고 지도한 후 1908년 The American College: A Criticism 이라는 제목의 미국 교육 시스템 상태에 대한 비판적 평가를 출판했다. 그의 연구는 Carnegie Foundation 이 미국과 캐나다의 155개 의과대학에 대한 심층 평가를 의뢰하도록 이끌었다. 미국과 캐나다에서 의학 교육 개혁을 촉발시킨 것은 1910년에 출판된 그의 자칭 플렉스너 보고서였다.

## 생애
플렉스너는 1866년 11월 13일 켄터키주 루이빌에서 태어났다. 그는 독일계 유대인 이민자 사이에서 태어난 9명의 자녀 중 여섯 번째였다. 그는 가족 중 처음으로 고등학교를 졸업하고 대학에 진학했다. 1886년, 19세의 플렉스너는 존스 홉킨스 대학교에서 고전학 학사 학위 를 취득했으며 그곳에서 단 2년만 공부했다. 1905년에 그는 하버드 대학교 와 베를린 대학교에서 심리학 대학원 과정을 밟았다. 그러나 그는 어느 기관에서도 고급 학위에 대한 작업을 완료하지 않았다.

에이브러햄 플렉스너의 실험적 학교 교육의 성공으로 그는 존스 홉킨스 의과대학에서 의학 교육 자금을 조달할 수 있었다. 그는 1901년부터 1935년까지 록펠러 대학에 고용된 병리학자, 세균학자 및 의학 연구원이 되었다.
플렉스너는 또한 브린마 칼리지에서 여동생의 학부 과정에 자금을 지원했다.
1896년 플렉스너는 학교의 전 학생인 Anne Laziere Crawford 와 결혼했다. 그녀는 곧 성공적인 극작가이자 아동 작가가 된 교사였다.